# Arturo Núñez Jiménez
Arturo Núñez Jiménez (Villahermosa, Tabasco; 23 de enero de 1948) es un político mexicano. Fue gobernador de Tabasco entre 2013 y 2018.

## Primeros años
Nació en la ciudad de Villahermosa, Tabasco, el 23 de enero de 1948. Sus padres fueron el ingeniero  Enrique Núñez García y la señora Olga Jiménez Pérez, teniendo seis hermanos. Cursó sus primeros estudios en la capital del estado y posteriormente ingresó a la Universidad Nacional Autónoma de México (UNAM), en donde obtuvo el título de Licenciado en Economía.
En 1969 ingresó al Partido Revolucionario Institucional (PRI) en donde desempeñó varios cargos, entre los que destacan: Director del Centro de Estudios Poéticos, Económicos y Sociales (CEPES) en Tabasco de 1975 a 1976; en 1982 fue asesor del Oficial Mayor del Comité Ejecutivo Nacional,  Secretario Particular del Presidente del Comité Ejecutivo Nacional de 1982 a 1984; secretario adjunto de 1984 a 1985; y secretario de Capacitación Política de 1985 a 1988.

## Cargos estatales
Dentro del Gobierno del Estado de Tabasco, Núñez Jiménez se ha desempeñado como Director técnico del presupuesto de 1971 a 1972 y secretario particular del Gobernador Mario Trujillo García de 1972 a 1974.

## Cargos federales
En el ámbito federal, Arturo Núñez ha ocupado, entre otros cargos, el de Coordinador General del COPRODE y del PIDER en su natal Tabasco de 1977 a 1978. Ese año, viajó a la Ciudad de México, en donde continuó con su carrera política, ocupando de 1978 a 1982 el cargo de Subdirector de estudios de la Coordinación Administrativa de la Presidencia de la República; de 1989 a 1991 se desempeñó como director general de Desarrollo Político de la Secretaría de Gobernación, y en 1991 fue nombrado Subsecretario de Gobernación.
En enero de 1993 fue designado director general del Instituto Federal Electoral (IFE) cargo que ocupó hasta diciembre de 1994, siendo el responsable de conducir el proceso electoral federal en ese año, al lado de contadops personajes que luego estuvieron en distintos partidos políticos.
El primero de diciembre de 1994 es nombrado durante los primeros meses del gobierno de Ernesto Zedillo Ponce de León director general del Instituto del Fondo Nacional de la Vivienda para los Trabajadores por sus siglas Infonavit cargo que dejó en 1995 siendo sustituido por el exgobernador del Estado de México Alfredo del Mazo González.
En enero de 1995 y derivado del conflicto postelectoral de las controvertidas elecciones de 1994 en el Estado de Tabasco en donde resultó electo gobernador el candidato del PRI Roberto Madrazo Pintado se llegó a mencionar al entonces director general del INFONAVIT Arturo Núñez como posible candidato a gobernador por el Partido Revolucionario Institucional en una elección extraordinaria que se llevaría a cabo ese año dadas las presiones políticas (violentas manifestaciones) que venía ejerciendo el entonces candidato perdedor del Partido de la Revolución Democrática Andrés Manuel López Obrador. Finalmente el intento por llevar a cabo nuevas elecciones en 1995 fue en vano pues el entonces gobernador de Tabasco Roberto Madrazo Pintado amenazó con romper el Pacto Federal y separar al Estado de Tabasco de la Federación si el Gobierno del República intentaba removerlo del cargo. Madrazo recibió el apoyo de la entonces Presidenta Nacional del CEN del PRI María de los Ángeles Moreno, el entonces Gobernador del Estado de  Puebla Manuel Bartlett Díaz, del entonces gobernador del Estado de Sonora Manlio Fabio Beltrones Rivera (a quien tiempo después se supo que no tenía una buena relación con el entonces expresidente (Ernesto Zedillo), el entonces gobernador de Nuevo León Sócrates Rizzo (que en 1996 fue obligado a pedir licencia al cargo de gobernador)  y el entonces nuevo gobernador del vecino Estado de Chiapas Eduardo Robledo Rincón quien posteriormente fue obligado a pedir licencia al cargó de gobernador del Estado de Chiapas el día 14 de febrero del año de 1995 por la férrea insistencia del EZLN en el caso de Roberto Madrazo este no corrió con la misma suerte que sus homónimos de Chiapas Eduardo Robledo Rincón, y de Nuevo León Sócrates Rizzo pues Roberto Madrazo permaneció en el cargo hasta el final de su gobierno el día 31 de diciembre del año 2000.
La negativa de Roberto Madrazo a querer dejar el cargo de gobernador de Tabasco motivó a que existiera una muy mala relación entre el entonces gobernador de Tabasco y el entonces Presidente de la República Ernesto Zedillo Ponce de León.
Pasado el conflicto postelectoral del estado de Tabasco en el verano de 1995 Arturo Núñez es nombrado nuevamente Subsecretario de Gobernación, ya siendo titular de esta Secretaría el gobernador con licencia del Estado de México Emilio Chuayffet consecuencia de la repentina salida del entonces Secretario de Gobernación Esteban Moctezuma Arturo Núñez  permaneció en este cargo hasta finales de marzo de 1997.
El motivo de su separación fue para competir por una Diputación Federal en su natal Estado de Tabasco.

## Diputado federal
En el año de 1997 Núñez fue elegido Diputado federal por Tabasco para la LVII Legislatura del Congreso de la Unión, en donde se desempeñó como Coordinador parlamentario de los Diputados del Partido Revolucionario Institucional (PRI). En el Congreso, ocupó el cargo de Presidente de la Comisión Permanente de diciembre de 1997 a marzo de 1998 y posteriormente, de 1998 a 1999 fue nombrado Presidente de la Cámara de Diputados, en el periodo donde se aprobó el FOBAPROA.

## Precandidato al gobierno de Tabasco
En el año de 1999 Núñez se inscribió como precandidato al gobierno de Tabasco, sin embargo perdió la elección interna del PRI estatal frente a Manuel Andrade Díaz quien fue designado candidato al gobierno del estado ese año, lo que motivó más adelante, la salida de Núñez del Partido Revolucionario Institucional (PRI) en donde había militado desde 1969.

### La agrupación José María Pino Suárez y su salida del PRI
En el año 2001 formó la agrupación política "José María Pino Suárez" que agrupó a militantes del PRI, quienes luchaban por la "democratización" del partido en el estado. A esta agrupación, se le irían sumando simpatizantes de otros partidos políticos ampliando su lucha a todo el Estado.  
En 2005 Núñez renuncia a su militancia en el Partido Revolucionario Institucional después de 37 años.

## Senador de la República
En 2006, Arturo Núñez fue elegido Senador de la República por el Estado de Tabasco, postulado el Partido de la Revolución Democrática (PRD), para el período 2006 - 2012, y en el año 2007 se afilia como miembro activo del Partido de la Revolución Democrática. Posteriormente, de 2007 a 2008 formó parte del Comité Técnico Electoral del Partido de la Revolución Democrática.
A finales de 2011 solicita licencia al cargo de Senador de la República, para participar como precandidato del PRD al gobierno de Tabasco.

## Gobernador de Tabasco
En diciembre de 2011 por medio de una encuesta, Arturo Núñez gana la candidatura a la elección para Gobernador del estado de Tabasco por la Coalición Movimiento Progresista por Tabasco integrada por los partidos PRD, PT y MC; una vez nombrado candidato, participó en las elecciones estatales realizadas el 1 de julio de 2012 resultando ganador para el período del 1 de enero de 2013 al 31 de diciembre de 2018, asumiendo el cargo el 1 de enero de 2013, poniendo fin a 83 años de gobiernos del PRI en la entidad, cargo en el cual se le anula la elección del municipio de Centro, donde se ubica la capital del estado, nulidad en la que se le achaca que realizó diversas maniobras de las que deviene la nulidad, puesto que existió compra de votos, presión y coacción al electorado por parte de servidores públicos, de ahí el mote de pingüino malévolo.

## Otros cargos

### Consultor de la ONU
De 2002 a 2003 fue nombrado jefe de la misión de la Organización de las Naciones Unidas para la evaluación de necesidades técnicas en materia electoral en Bolivia, Ecuador y Nicaragua. Y desde 2003 a la fecha, se desempeña como consultor de la ONU en materia electoral para América Latina y el Caribe, representación en la que ha participado en misiones de observación y asesoría en países como Panamá, Nicaragua, El Salvador, Brasil y Argentina.

### Actividad docente
Arturo Núñez, se ha desempeñado como profesor en la Facultad de Economía de la UNAM y en la División Académica de Ciencias Económico Administrativas (DACEA) de la Universidad Juárez Autónoma de Tabasco (UJAT), así como en el Instituto Nacional de Administración Pública, de donde fue coordinador académico.

## Libros
Núñez Jiménez, ha escrito los libros:
- Cómo destruir el paraíso (coautor)
- El proyecto nacional y la obra transformadora de la Revolución mexicana
- El nuevo sistema electoral mexicano
- La Reforma electoral de 1989-1990